# 힐다 하이네
힐다 하이네(Hilda Heine, 1951년 4월 6일 ~ )는 마셜 제도의 정치인이자 교육인이자 2016년 1월 28일에 취임하여 2020년 1월 13일까지 마셜 제도의 제8대 대통령으로 역임하였다. 또한, 마셜 제도 최초의 여성 대통령이다.
마주로에 있는 마셜아일랜즈 고등학교에서 1975년부터 1982년까지 교사으로 7년간을 일했다.